# Горчичная

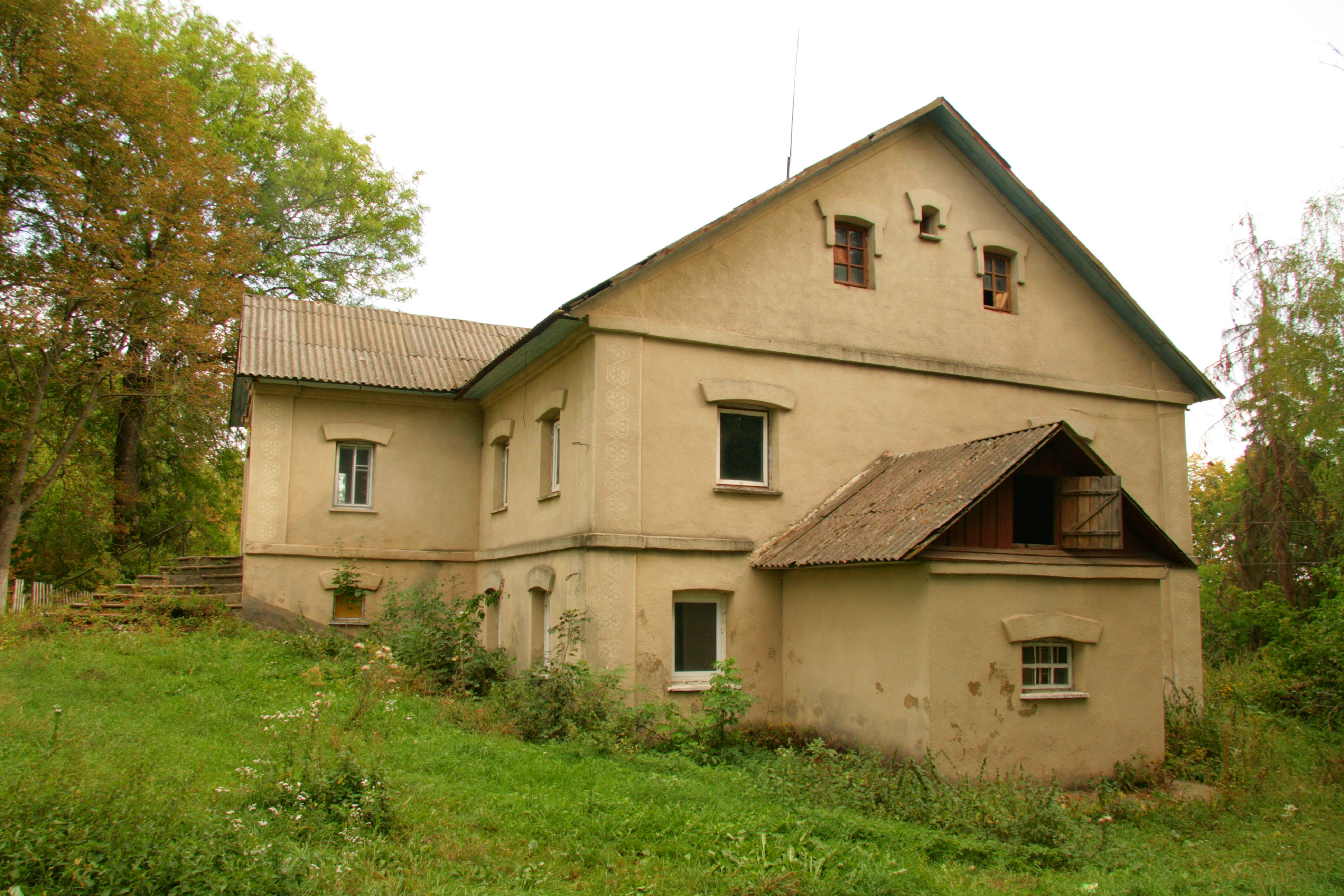
Дом управляющего хозяйством. В селе Горчичная.

Горчичная (укр. Гірчична) — село в Дунаевецком районе Хмельницкой области Украины.
Население по переписи 2001 года составляло 733 человека. Почтовый индекс — 32460. Телефонный код — 3858. Занимает площадь 2,779 км². Код КОАТУУ — 6821882101.

## Местный совет
32460, Хмельницкая обл., Дунаевецкий р-н, с. Горчичная